# Боно, Алекс
Алекса́ндер Ни́колас «А́лекс» Бо́но (англ. Alexander Nicholas "Alex" Bono; 25 апреля 1994, Сиракьюс, Нью-Йорк, США) — американский футболист, вратарь клуба MLS «Ди Си Юнайтед».

## Биография

### Молодёжная карьера
Во время обучения в Сиракьюсском университете в 2012—2014 годах Боно выступал за университетскую команду в Национальной ассоциации студенческого спорта. Во время межсезоний в колледжах в 2013 и 2014 годах он играл за клуб «Рединг Юнайтед» в USL Premier Development League, четвёртом дивизионе клубного футбола США.

### Клубная карьера
15 января 2015 года на Супердрафте MLS Боно был выбран под общим шестым номером футбольным клубом «Торонто». 20 марта он был заявлен в состав фарм-клуба канадцев, выступающего в USL. Его профессиональный дебют состоялся 21 марта в матче между «Торонто II» и «Чарлстон Бэттери». Сезон 2015 и первую половину сезона 2016 Алекс почти полностью провёл в «Торонто II», охраняя ворота фарм-клуба поочерёдно с Куилланом Робертсом. За первую команду «Торонто» Боно дебютировал 25 июня 2016 года в матче против «Орландо Сити», на 70-й минуте вынужденно заменив получившего травму основного голкипера Клинта Эруина. В отсутствие Клинта Алекс защищал ворота «Торонто» в 16-ти матчах регулярного чемпионата и помог «красным» квалифицироваться в плей-офф. В 2017 году Боно выиграл конкуренцию за место стартового вратаря «Торонто», изначально временно замещая Эруина, вновь выбывшего из-за травмы в начале сезона. Он занимал позицию в створе ворот в 29-ти матчах регулярного чемпионата, в 10-ти из которых сохранил ворота в неприкосновенности. Боно сумел оставить свои ворота «сухими» и в матче за Кубок MLS 2017, в котором «Торонто» одолел «Сиэтл Саундерс» со счётом 2:0. 20 июня 2018 года Боно продлил контракт с «Торонто». В январе 2020 года Боно тренировался с клубом английского Чемпионшипа «Барнсли». По окончании сезона 2022 контракт Боно с «Торонто» истёк.
14 декабря 2022 года Боно на правах свободного агента присоединился к «Ди Си Юнайтед», подписав двухлетний контракт до конца сезона 2024 с опцией продления на сезон 2025. За «Ди Си Юнайтед» дебютировал 26 апреля в матче Открытого кубка США 2023 против «Ричмонд Кикерс».

### Международная карьера
9 января 2015 года Боно, на тот момент ещё не являвшийся профессиональным футболистом, был приглашён в тренировочный лагерь сборной США в преддверии товарищеских матчей со сборными Чили и Панамы, однако в состав, отобранный на матчи, состоявшиеся 28 января и 8 февраля, он не попал. 8 января 2018 года Боно был вновь вызван в традиционный январский тренировочный лагерь американской сборной, завершившийся 28 января товарищеской игрой со сборной Боснии и Герцеговины, в заявку на которую он включён не был. За сборную США Боно дебютировал 28 мая 2018 года в товарищеском матче со сборной Боливии, в котором отыграл все 90 минут и не пропустил ни одного гола.

## Статистика выступлений

### Клубная статистика
| Выступление      | Выступление      | Выступление      | Лига | Лига | Плей-офф | Плей-офф | Кубок | Кубок | ЛЧ КОНКАКАФ | ЛЧ КОНКАКАФ | Итого | Итого |
| Клуб             | Лига             | Сезон            | Игры | ГП   | Игры     | ГП       | Игры  | ГП    | Игры        | ГП          | Игры  | ГП    |
| ---------------- | ---------------- | ---------------- | ---- | ---- | -------- | -------- | ----- | ----- | ----------- | ----------- | ----- | ----- |
| Торонто          | MLS              | 2015             | 0    | 0    | —        | —        | —     | —     | —           | —           | 0     | 0     |
| Торонто          | MLS              | 2016             | 16   | 16   | 0        | 0        | 1     | 2     | —           | —           | 17    | 18    |
| Торонто          | MLS              | 2017             | 29   | 32   | 5        | 2        | 0     | 0     | —           | —           | 34    | 34    |
| Торонто          | MLS              | 2018             | 27   | 45   | —        | —        | 0     | 0     | 8           | 9           | 35    | 54    |
| Торонто          | MLS              | 2019             | 7    | 11   | 0        | 0        | 4     | 1     | 2           | 5           | 13    | 17    |
| Торонто          | MLS              | 2020             | 3    | 0    | 0        | 0        | 0     | 0     | —           | —           | 3     | 0     |
| Торонто          | MLS              | 2021             | 24   | 44   | —        | —        | 1     | 0     | 4           | 6           | 29    | 50    |
| Торонто          | MLS              | 2022             | 24   | 42   | —        | —        | 1     | 1     | —           | —           | 25    | 43    |
| Торонто          | Итого            | Итого            | 130  | 190  | 5        | 2        | 7     | 4     | 14          | 20          | 156   | 216   |
| → Торонто II     | USL              | 2015             | 12   | 25   | —        | —        | —     | —     | —           | —           | 12    | 25    |
| → Торонто II     | USL              | 2016             | 8    | 12   | —        | —        | —     | —     | —           | —           | 8     | 12    |
| → Торонто II     | Итого            | Итого            | 20   | 37   | 0        | 0        | 0     | 0     | 0           | 0           | 20    | 37    |
| Ди Си Юнайтед    | MLS              | 2023             | 1    | 0    | —        | —        | 2     | 1     | —           | —           | 3     | 1     |
| Ди Си Юнайтед    | Итого            | Итого            | 1    | 0    | 0        | 0        | 2     | 1     | 0           | 0           | 3     | 1     |
| Всего за карьеру | Всего за карьеру | Всего за карьеру | 151  | 227  | 5        | 2        | 9     | 5     | 14          | 20          | 179   | 254   |

### Международная статистика
| Команда | Год   | Игры | ГП |
| ------- | ----- | ---- | -- |
| США     |       |      |    |
| 2018    | 1     | 0    |    |
| Всего   | Всего | 1    | 0  |

## Достижения
Командные
 «Торонто»
- Чемпион MLS (обладатель Кубка MLS): 2017
- Победитель регулярного чемпионата MLS: 2017
- Победитель Первенства Канады: 2016, 2017, 2018, 2020